# Astragalus huiningensis
Astragalus huiningensis es una especie de planta del género Astragalus, de la familia de las leguminosas, orden Fabales.

## Distribución
Astragalus huiningensis se distribuye por China.

## Taxonomía
Fue descrita científicamente por Y. C. Ho. Fue publicada en Bull. Bot. Lab. N. E. Forest. Inst., Harbin 8: 69 (1980).